# Воконии
Воко́нии (лат. Voconii) — незнатный плебейский род в Древнем Риме, происходивший, по всей видимости, из Ариции, первые представители которого начинают упоминаться в античных источниках со времён 3-й Македонской войны. Впрочем, высшие магистратуры были достигнуты Вокониями лишь к середине II века.
В числе наиболее известных носителей данного родового имени можно выделить:
- Квинт Воконий Сакса (ум. после 169 до н. э.), плебейский трибун Республики в 169 году до н. э. Автор плебисцита, на котором был принят закон, запрещавший делать наследницами женщин, но дозволявший завещать им легаты, если они не превышали половины всего наследства. Этот закон, горячо поддержанный Катоном Старшим, лишал женщин одного из источников богатства, которое более всего могло вводить их в соблазн и делать расточительными[1][2][3];
- Квинт Воконий Назон (II—I вв. до н. э.), легат Луция Лициния Лукулла Понтийского в 3-ю Митридатову войну[4], занявший вместе с Коттой несколько городов Вифинии в 72—70 годах до н. э[5][6]. Воконий мог не позднее 67 года до н. э. занимать эдилитет, поскольку в следующем году руководил судом по делу Авла Клуенция, где судьями являлись эдилиции (бывшие эдилы[7]). Предполагаемый претор в 61 до н. э[8][9][10][11][12]. Возможно, идентичен Назону, преданному в конце 43 до н. э. своим вольноотпущенником[13];
- Квинт Воконий Витул (I в. до н. э.), известен только по монетам, на которых назван «избранным квестором» (лат. quaestor designatus). Его коллегой по обеим должностям являлся некий Тиберий Семпроний Гракх, потомок знаменитых братьев-трибунов[14][15];
- Воконий Руф (I в.), адресат 8-и писем Плиния Младшего;
- Квинт Воконий Сакса Фид (ум. после 162), консул-суффект Империи в 146 году.